# Championnat du Kirghizistan de football 1994
Navigation
Saison précédente Saison suivante
La saison 1994 du Championnat du Kirghizistan de football est la troisième édition de la première division au Kirghizistan. Quatorze équipes sont regroupées au sein d'une poule unique où elles s'affrontent deux fois, à domicile et à l'extérieur. En fin de saison, les deux derniers du classement sont relégués et remplacés par les quatre meilleures équipes de deuxième division, afin de passer à seize clubs.
C'est le FC Kant-Oil Kant qui remporte la compétition cette saison après avoir terminé en tête du classement final, avec trois points d'avance sur le FC Semetei Kyzyl-Kiya et quatre sur Ak-Maral Tokmak. C'est le tout premier titre de champion du Kirghizistan de l'histoire du club.
Trois équipes déclarent forfait avant le début de la saison : le SKA Dostuk Sokuluk, l'Ysyk-Kol Karakol et le Maksat Belovodskoye. De plus, Alga-RIIF et Alga fusionnent pour reformer l'Alga Bichkek. Deux autres clubs fusionnent : Instrumentalschik Bichkek et Selmashevets Bichkek donnent naissance au Rotor Bichkek. Les deux places vacantes permettent à deux équipes de D2 d'être promues : le Zhashtyk Ak Altyn Kara-Suu et le FC Neftchi Kotchkor-Ata.

## Les clubs participants
- Alga Bichkek
- FC Alay Och
- FC Rotor Bichkek
- FC Semetei Kyzyl-Kiya
- FC Alay Gulcha
- Ak-Maral Tokmak
- Zhashtyk Ak Altyn Kara-Suu - Promu de D2
- FC Neftchi Kotchkor-Ata - Promu de D2
- KVT Khimik Kara-Balta
- Kokart Djalalabad
- Shumkar-SKIF Bichkek
- FC Kant-Oil Kant
- Shakhtyor Tachkoumyr
- Uchkun Kara-Suu

## Compétition
Le barème de points servant à établir le classement se décompose ainsi :
- Victoire : 2 points
- Match nul : 1 point
- Défaite : 0 point

### Classement
| Rang | Équipe                      | Pts | J  | G  | N | P  | Bp | Bc | Diff |
| ---- | --------------------------- | --- | -- | -- | - | -- | -- | -- | ---- |
| 1    | FC Kant-Oil Kant            | 47  | 26 | 22 | 3 | 1  | 91 | 16 | +75  |
| 2    | FC Semetei Kyzyl-Kiya       | 44  | 26 | 19 | 6 | 1  | 83 | 16 | +67  |
| 3    | Ak-Maral TokmakC            | 43  | 26 | 20 | 3 | 3  | 60 | 12 | +48  |
| 4    | Alga BichkekT               | 40  | 26 | 19 | 2 | 5  | 72 | 21 | +51  |
| 5    | Shumkar-SKIF Bichkek        | 35  | 26 | 16 | 3 | 7  | 50 | 19 | +31  |
| 6    | FC Alay Och                 | 31  | 26 | 12 | 7 | 7  | 49 | 28 | +21  |
| 7    | FC Alay Gulcha              | 24  | 26 | 10 | 4 | 12 | 36 | 43 | -7   |
| 8    | KVT Khimik Kara-Balta       | 22  | 26 | 9  | 4 | 13 | 37 | 40 | -3   |
| 9    | FC Rotor Bichkek            | 20  | 26 | 7  | 6 | 13 | 29 | 41 | -12  |
| 10   | Zhashtyk Ak Altyn Kara-SuuP | 19  | 26 | 9  | 1 | 16 | 38 | 69 | -31  |
| 11   | FC Neftchi Kotchkor-AtaP    | 11  | 26 | 3  | 5 | 18 | 23 | 84 | -61  |
| 12   | Uchkun Kara-Suu             | 10  | 26 | 3  | 4 | 19 | 10 | 59 | -49  |
| 13   | Shakhtyor Tachkoumyr        | 9   | 26 | 3  | 3 | 20 | 19 | 94 | -75  |
| 14   | Kokart Djalalabad           | 7   | 26 | 2  | 3 | 21 | 15 | 76 | -61  |

|  | Qualification pour la Coupe d'Asie des clubs champions 1995                   |
|  | Qualification pour la Coupe des Coupes 1995                                   |
|  | Retrait du championnat en fin de saison                                       |
|  | T : Tenant du titre C : Vainqueur de la Coupe du Kirghizistan P : Promu de D2 |

- Les retraits du Shakhtyor Tachkoumyr et d'Uchkun Kara-Suu permettent au Kokart Djalalabad de se maintenir la saison prochaine.

## Bilan de la saison
| Championnat du Kirghizistan de football 1994 |                              |
| Champion                                     | FC Kant-Oil Kant (1er titre) |
| Coupes et trophées                           |                              |
| Vainqueur de la Coupe du Kirghizistan 1994   | Ak-Maral Tokmak              |
| Qualifications continentales                 |                              |
| Coupe d'Asie des clubs champions 1995        | FC Kant-Oil Kant             |
| Coupe des Coupes 1995                        | Ak-Maral Tokmak              |
| Promotions et relégations                    |                              |
| Promus en Vysshaya Liga                      | AiK Bichkek                  |
| Promus en Vysshaya Liga                      | Dinamo Bichkek               |
| Promus en Vysshaya Liga                      | Khimik Suzak                 |
| Promus en Vysshaya Liga                      | Dinamo Och                   |
| Relégués en Deuxième division                | Uchkun Kara-Suu              |
| Relégués en Deuxième division                | Shakhtyor Tachkoumyr         |